# Southern Pines
Southern Pines és una població dels Estats Units a l'estat de Carolina del Nord. Segons el cens del 2000 tenia 10.918 habitants.

## Demografia
Segons el cens del 2000, Southern Pines tenia 10.918 habitants, 4.754 habitatges i 2.904 famílies. La densitat de població era de 274,4 habitants per km².
Dels 4.754 habitatges en un 23,6% hi vivien nens de menys de 18 anys, en un 44,6% hi vivien parelles casades, en un 14,2% dones solteres, i en un 38,9% no eren unitats familiars. En el 34,1% dels habitatges hi vivien persones soles el 14,5% de les quals corresponia a persones de 65 anys o més que vivien soles. El nombre mitjà de persones vivint en cada habitatge era de 2,19 i el nombre mitjà de persones que vivien en cada família era de 2,79.
Per edats la població es repartia de la següent manera: un 21,3% tenia menys de 18 anys, un 6,6% entre 18 i 24, un 23,6% entre 25 i 44, un 21,4% de 45 a 60 i un 27,1% 65 anys o més.
L'edat mediana era de 44 anys. Per cada 100 dones de 18 o més anys hi havia 75,9 homes.
La renda mediana per habitatge era de 38.822 $ i la renda mediana per família de 50.128 $. Els homes tenien una renda mediana de 35.176 $ mentre que les dones 23.222 $. La renda per capita de la població era de 25.034 $. Entorn de l'11,2% de les famílies i el 14,6% de la població estaven per davall del llindar de pobresa.

## Poblacions més properes
El següent diagrama mostra les poblacions més properes.